# Spexard (Naturschutzgebiet)
Das Naturschutzgebiet Spexard ist ein Gebiet mit einer Größe von 11,26 ha im Gütersloher Stadtteil Spexard im Kreis Gütersloh. Es wird mit der Nummer GT-023 geführt und liegt in unmittelbarer Nähe zur Autobahn 2.
Es wurde am 7. März 1988 zur Erhaltung von Lebensgemeinschaften und -stätten wildlebender Pflanzen- und wegen der Seltenheit und besonderen Schönheit der Landschaft ausgewiesen.
Das Gebiet wird in westliche Richtung von dem kleinen Bach Wiedey durchflossen, einem Nebengewässer des Ölbaches.